# Marco Valério (cônsul em 12 a.C.)
Marco Valério Messala Apiano (em latim: Marcus Valerius Messalla Appianus; c. 45 a.C.–12 a.C. (33 anos)), conhecido também como Marco Valério Messala Barbato Apiano (em latim: Marcus Valerius Messalla Barbatus Appianus, foi um senador romano da gente Valéria eleito cônsul em 12 a.C. com Públio Sulpício Quirino. Era filho biológico de Ápio Cláudio Pulcro, cônsul em 38 a.C., e foi adotado por Marco Valério Messala, cônsul em 32 a.C..

## Carreira
Segundo o jesuíta François Catrou et Rouillé, Apiano foi questor no exército de Marco Antônio. Depois disto, pouco se sabe sobre sua carreira, exceto sua eleição para o consulado em 12 a.C. e faleceu no mesmo ano.

## Família
Por volta de 14 a.C., Apiano se casou com Cláudia Marcela Menor, filha de Otávia Menor, irmã de Augusto, com seu primeiro marido, Caio Cláudio Marcelo Menor, cônsul em 50 a.C.. Os dois tiveram dois filhos, uma menina chamada Cláudia Pulcra, que se casou com Públio Quintílio Varo, e um menino, Marco Valério Messala Barbato, cônsul em 20 d.C. e pai de Messalina, a terceira esposa do imperador Cláudio.